# Marcus Lantz
Marcus Lantz (født 23. oktober 1975) er en svensk tidligere fodboldspiller. Lantz' foretrukne placering på banen var som central midtbanespiller. Tidligere klubber er Ifö/Bromölla, Helsingborg, Torino, Hansa Rostock. Fra den 1. juli 2005 begyndte Lantz at spille for Brøndby IF på en kontrakt gældende for 3 år, men Lantz opnåede aldrig større succes i klubben, og han skiftede herefter tilbage i Helsingborgs IF. Han nåede dog at gøre omverdenen(og specielt pressen) opmærksom på, alle de problemer han mente der var i klubben på dette tidspunkt. 
I januar 2011 skiftede han til Landskrona.